# Germania Sacra

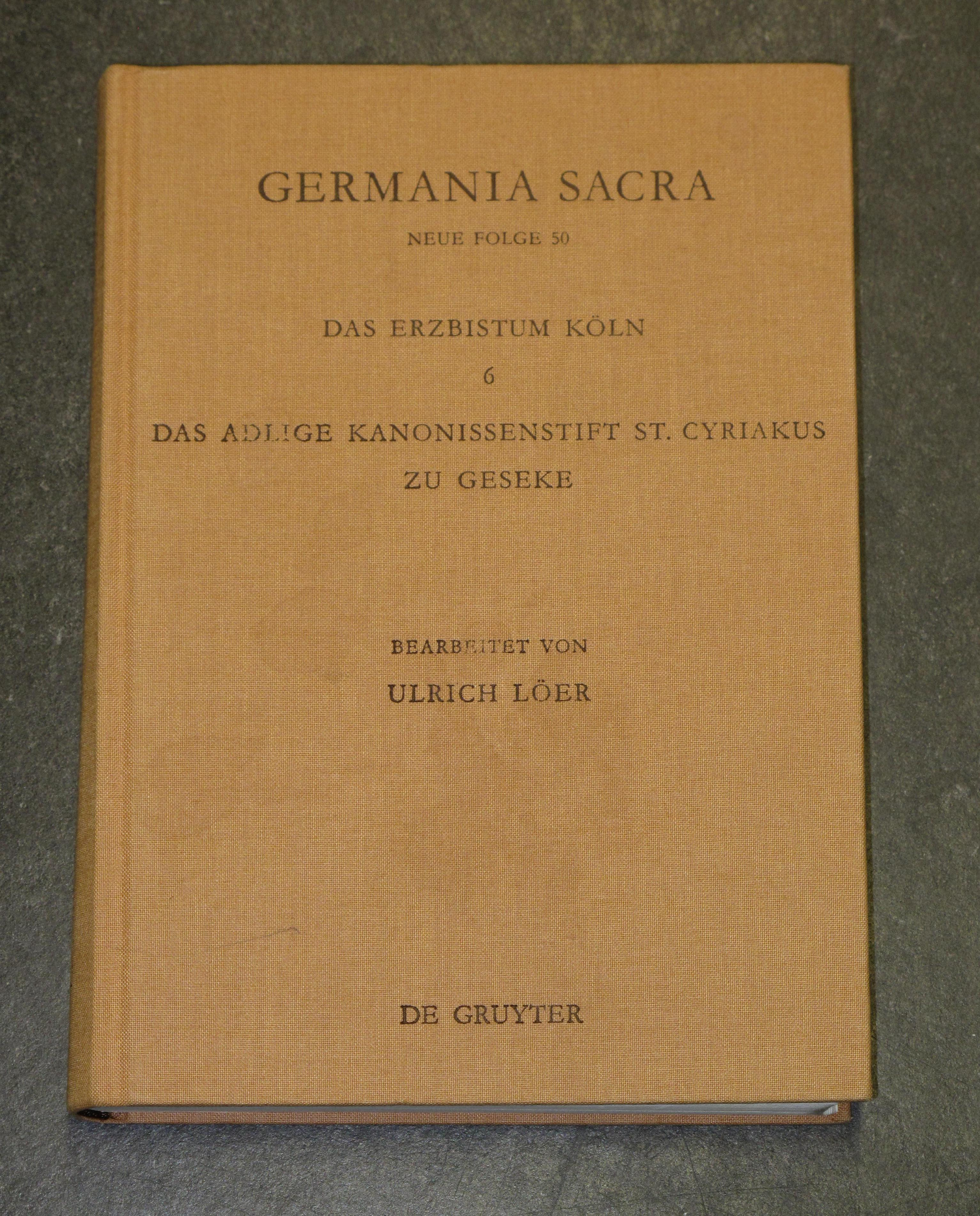
Neue Folge 14

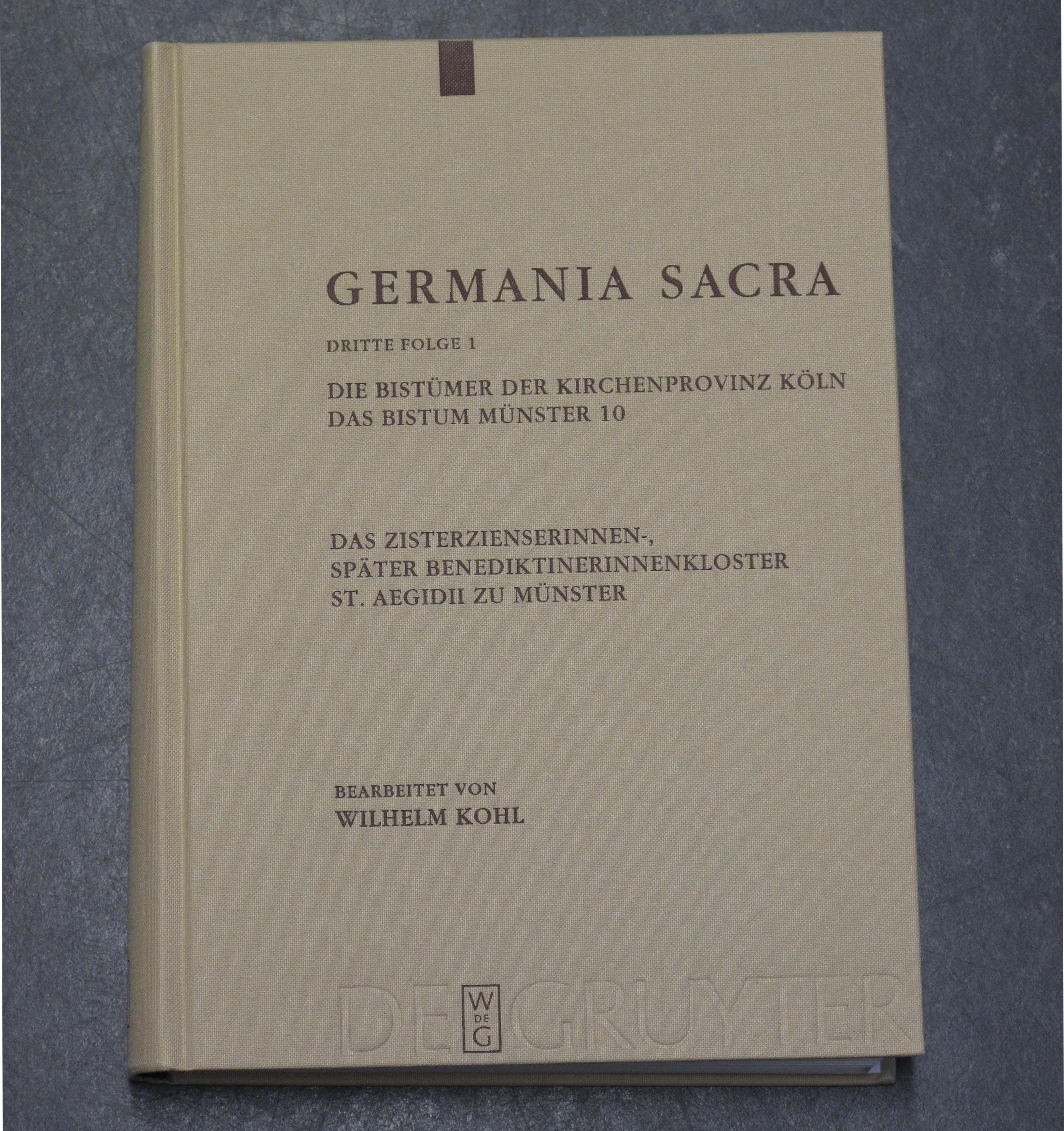
Dritte Folge 1

Germania Sacra (Latin pour « L'Allemagne sacré » ou « La Germanie sacré ») est un projet de recherche à long terme sur l'histoire de l'Église allemande depuis ses débuts jusqu'à la période de la Réforme au XVIe siècle ou la sécularisation au début du XIXe siècle.

## Histoire
La première tentative de rassembler et de publier l'histoire des diocèses de Saint-Empire romain germanique dans des recueils a été faite par Martin Gerbert, prince-abbé du monastère Saint-Blaise à la fin du XVIIIe siècle, mais ses travaux n'ont jamais été achevés.
Suivant les traces de Gerberts, Paul Fridolin Kehr établit une nouvelle Germania Sacra sous le patronage de la Société Kaiser-Wilhelm au Kaiser-Wilhelm-Institute d’Histoire Allemande à Berlin en 1917. Il essaya de relier les projets de recherches nationales et de les combiner sous Germania Sacra pour créer une collection de monastères, de couvents, de chapitres de chanoines et de dignitaires religieux. Après de multiples problèmes financiers, le premier livre a été publié le 11 juin 1929. Il fait partie de l'Alte Folge, qui comprend sept volumes publiés entre 1929 et 1972.
Après la Seconde Guerre mondiale et la mort de Paul Kehr, la Kaiser-Wilhelm-Société n'était plus intéressée à soutenir l'institut et la Société Max-Planck nouvellement fondée a repris le patronage de l'institut et de son projet. Hermann Heimpel, le premier chef du Max-Planck-Institut d'Histoire de Göttingen, a poursuivi les travaux sur la Germania Sacra en 1956, en coopération avec un directeur académique, qui a coordonné les travaux de chercheurs externes. Alors que les derniers livres de l'Alte Folge ont été publiés entre 1966 et 1972, les chercheurs de Heimpel ont commencé à écrire et publier la Neue Folge, qui a été publiée entre 1962 et 2007 en 50 volumes. 
En 2007, le Max-Planck-Institut d'histoire de Göttingen a été rédédié et le travail sur la Germania Sacra a été poursuivi par l'Académie des sciences de Göttingen sous la supervision de la professeure Hedwig Röckelein (de) à Göttingen en 2008. Les volumes du Germania Sacra publiés après 2008 appartiennent au Dritte Folge et comprennent actuellement 14 volumes (en date de juin 2018).
Le premier volume supplémentaire est publié en 2015, il contient des travaux de préparation édités pour les œuvres principales de Germania Sacra. 

## Objectifs et méthodes
L'objectif principal de Germania Sacra est une description statistique des institutions ecclésiastiques qui existaient entre le Saint-Empire romain et la période de sécularisation au début du XIXe siècle. Pour obtenir cet objectif, il convient de représenter l'ensemble des sources et de la littérature secondaire concernant les institutions ecclésiastiques du Moyen Âge et du début de l'ère moderne. Ces institutions comprennent les diocèses (en mettant l'accent sur les évêques), les chapitres de la cathédrale et les monastères et les couvents jusqu'à et y compris leur fin pendant la Réforme ou la sécularisation. Au début, la collecte et l'édition des sources historiques étaient principalement réalisées par des archivistes à la demande de Paul Kehr. 
Dans le présent, le travail sur Germania Sacra est divisé entre la recherche historique et le département éditorial. La recherche est menée par des archivistes, des historiens, des membres d'ordres ecclésiastiques ou des théologiens.
Les publications de Germania Sacra sont divisées en Alte Folge, Neue Folge, Dritte Folge, Studien zur Germania Sacra et Supplementbände zur Germania Sacra.
En plus des volumes de Germania Sacra, le projet met deux bases de données à la disposition. Un inventaire complet des clercs médiévaux et des clercs de l’époque moderne et la base de données en ligne « Klöster und Stifte des Alten Reichs »,.

## Publications et éditions numériques

### Alte Folge
| N°       | Titre | Auteur                                  | Année de parution | Lien        |
| -------- | --- | --------------------------------------- | ----------------- | ----------- |
| AF Abt 1 | Das Bistum Brandenburg 1 (Germania Sacra A. F. Abt. 1: Die Bistümer der Kirchenprovinz Magdeburg) | Gustav Abb, Gottfried Wentz             | 1929              | Digitalisat |
| AF Abt 1 | Das Bistum Brandenburg 2 (Germania Sacra A. F. Abt. 1: Die Bistümer der Kirchenprovinz Magdeburg) | Fritz Bünger, Gottfried Wentz           | 1941              | Digitalisat |
| AF Abt 1 | Das Bistum Havelberg (Germania Sacra A. F. Abt. 1: Die Bistümer der Kirchenprovinz Magdeburg) | Gottfried Wentz                         | 1933              | Digitalisat |
| AF Abt 1 | Das Erzbistum Magdeburg 1,1: Das Domstift St. Moritz in Magdeburg (Germania Sacra A. F. Abt. 1: Die Bistümer der Kirchenprovinz Magdeburg)                                                            | Gottfried Wentz, Berent Schwineköper    | 1972              | Digitalisat |
| AF Abt 1 | Das Erzbistum Magdeburg 1,2: Die Kollegiatstifte St. Sebastian, St. Nicolai, St. Peter und Paul und St. Gangolf in Magdeburg (Germania Sacra A. F. Abt. 1: Die Bistümer der Kirchenprovinz Magdeburg) | Gottfried Wentz, Berent Schwineköper    | 1972              | Digitalisat |
| AF Abt 2 | Das Bistum Bamberg 1 (Germania Sacra A. F. Abt. 2: Die Bistümer der Kirchenprovinz Mainz) | Erich von Guttenberg                    | 1937              |             |
| AF Abt 2 | Das Bistum Bamberg 2: Die Pfarreiorganisation (Germania Sacra A. F. Abt. 2: Die Bistümer der Kirchenprovinz Mainz)                                                                                    | Erich von Guttenberg, Alfred Wendehorst | 1966              |             |
| AF Abt 3 | Die Bistümer der Kirchenprovinz Köln: Archidiakonat von Xanten (Germania Sacra A. F. Abt. 3: Die Bistümer der Kirchenprovinz Köln)                                                                    | Wilhelm Classen                         | 1938              | Digitalisat |

### Neue Folge
| N°      | Titre | Auteur                           | Année de parution | Lien           |
| ------- | --- | -------------------------------- | ----------------- | -------------- |
| NF 1    | Die Bistümer der Kirchenprovinz Mainz. Das Bistum Würzburg 1. Die Bischofsreihe bis 1254. | Alfred Wendehorst                | 1962              | Digitalisat    |
| NF 2    | Die Bistümer der Kirchenprovinz Köln. Das Erzbistum Köln 1. Die Cistercienserabtei Altenberg. | Hans Mosler                      | 1965              | Digitalisat    |
| NF 3    | Die Bistümer der Kirchenprovinz Köln. Das Bistum Münster 1. Die Schwesternhäuser nach der Augustinerregel. | Wilhelm Kohl                     | 1968              | Digitalisat    |
| NF 4    | Die Bistümer der Kirchenprovinz Mainz. Das Bistum Würzburg 2. Die Bischofsreihe von 1254 bis 1455. | Alfred Wendehorst                | 1969              | Digitalisat    |
| NF 5    | Die Bistümer der Kirchenprovinz Köln. Das Bistum Münster 2. Die Klöster der Augustiner-Chorherren. | Wilhelm Kohl                     | 1971              | Digitalisat    |
| NF 6    | Die Bistümer der Kirchenprovinz Trier. Das Erzbistum Trier 1. Das Stift St. Paulin vor Trier. | Franz-Joseph Heyen               | 1972              | Digitalisat    |
| NF 7    | Die Bistümer der Kirchenprovinz Mainz. Das Bistum Hildesheim 1. Das Reichsunmittelbare Kanonissenstift Gandersheim. | Hans Goetting                    | 1973              | Digitalisat    |
| NF 8    | Die Bistümer der Kirchenprovinz Mainz. Das Bistum Hildesheim 2. Das Benediktiner(innen)kloster Brunshausen. Das Benediktinerinnenkloster St. Marien vor Gandersheim. Das Benediktinerkloster Clus. Das Franziskanerkloster Gandersheim. | Hans Goetting                    | 1974              | Digitalisat    |
| NF 9    | Die Bistümer der Kirchenprovinz Köln. Das Erzbistum Köln 2. Die Benediktinerabtei Siegburg. | Erich Wisplinghoff               | 1975              | Digitalisat    |
| NF 10   | Die Bistümer der Kirchenprovinz Köln. Das Bistum Münster 3. Das (freiweltliche) Damenstift Freckenhorst. | Wilhelm Kohl                     | 1975              | Digitalisat    |
| NF 11   | Die Bistümer der Kirchenprovinz Salzburg. Das Erzbistum Salzburg 1. Die Zisterzienserabtei Raitenhaslach. | Edgar Krausen                    | 1977              | Digitalisat    |
| NF 12   | Die Bistümer der Kirchenprovinz Köln. Das Erzbistum Köln 3. Die Reichsabtei Werden an der Ruhr. | Wilhelm Stüwer                   | 1980              | Digitalisat    |
| NF 13   | Die Bistümer der Kirchenprovinz Mainz. Das Bistum Würzburg 3. Die Bischofsreihe von 1455 bis 1617. | Alfred Wendehorst                | 1978              | Digitalisat    |
| NF 14   | Die Bistümer der Kirchenprovinz Trier. Das Erzbistum Trier 2. Die Stifte St. Severus in Boppard, St. Goar in St. Goar, Liebfrauen in Oberwesel, St. Martin in Oberwesel.                                                                | Ferdinand Pauly                  | 1980              | Digitalisat    |
| NF 15   | Die Bistümer der Kirchenprovinz Mainz. Das Bistum Konstanz 1. Das Stift St. Stephan in Konstanz. | Helmut Maurer                    | 1981              | Digitalisat    |
| NF 16   | Die Bistümer der Kirchenprovinz Mainz. Das Bistum Konstanz 2. Die Zisterzienserabtei Bebenhausen. | Jürgen Sydow                     | 1984              | Digitalisat    |
| NF 17,1 | Die Bistümer der Kirchenprovinz Köln. Das Bistum Münster 4,1. Das Domstift St. Paulus zu Münster. | Wilhelm Kohl                     | 1987              | Digitalisat    |
| NF 17,2 | Die Bistümer der Kirchenprovinz Köln. Das Bistum Münster 4,2. Das Domstift St. Paulus zu Münster. | Wilhelm Kohl                     | 1982              | Digitalisat    |
| NF 17,3 | Die Bistümer der Kirchenprovinz Köln. Das Bistum Münster 4,3. Das Domstift St. Paulus zu Münster. | Wilhelm Kohl                     | 1989              | Digitalisat    |
| NF 18   | Die Bistümer der Kirchenprovinz Köln. Das Erzbistum Köln 4. Die Zisterzienserinnenklöster Saarn, Duissern, Sterkrade. | Günter von Roden                 | 1984              | Digitalisat    |
| NF 19   | Die Bistümer der Kirchenprovinz Trier. Das Erzbistum Trier 3. Das Stift St. Kastor in Karden an der Mosel. | Ferdinand Pauly                  | 1986              | Digitalisat    |
| NF 20   | Die Bistümer der Kirchenprovinz Mainz. Das Bistum Hildesheim 3. Die Hildesheimer Bischöfe von 815 bis 1221 (1227). | Hans Goetting                    | 1984              | Digitalisat    |
| NF 21   | Die Bistümer der Kirchenprovinz Köln. Das Bistum Osnabrück 1. Das Kanonissenstift und Benediktinerinnenkloster Herzebrock. | Edeltraud Klueting               | 1986              | Digitalisat    |
| NF 22   | Die Bistümer der Kirchenprovinz Trier. Das Erzbistum Trier 4. Das Stift St. Lubentius in Dietkirchen. | Wolf-Heino Struck                | 1986              | Digitalisat    |
| NF 23   | Die Bistümer der Kirchenprovinz Köln. Das Bistum Münster 5. Das Kanonissenstift und Benediktinerkloster Liesborn. | Helmut Müller                    | 1987              | Digitalisat    |
| NF 24   | Die Bistümer der Kirchenprovinz Salzburg. Das Bistum Freising 1. Das Augustinerchorherrenstift Dietramszell. | Edgar Krausen                    | 1988              | Digitalisat    |
| NF 25   | Die Bistümer der Kirchenprovinz Trier. Das Erzbistum Trier 5. Die Stifte St. Severus in Gemünden, St. Maria in Diez mit ihren Vorläufern. St. Petrus in Kettenbach. St. Adelphus in Salz.                                               | Wolf-Heino Struck                | 1988              | Digitalisat    |
| NF 26   | Die Bistümer der Kirchenprovinz Mainz. Das Bistum Würzburg 4. Das Stift Neumünster in Würzburg. | Alfred Wendehorst                | 1989              | Digitalisat    |
| NF 27   | Die Bistümer der Kirchenprovinz Trier. Das Erzbistum Trier 6. Die Stifte St. Walpurgis in Weilburg und St. Martin in Idstein. | Wolf-Heino Struck                | 1990              | Digitalisat    |
| NF 28   | Die Bistümer der Kirchenprovinz Mainz. Das Bistum Augsburg 1. Die Benediktinerabtei Benediktbeuern. | Josef Hemmerle                   | 1991              | Digitalisat    |
| NF 29   | Die Bistümer der Kirchenprovinz Köln. Das Erzbistum Köln 5. Die Benediktinerabtei Brauweiler. | Erich Wisplinghoff               | 1992              | Digitalisat    |
| NF 30   | Die Bistümer der Kirchenprovinz Mainz. Bistum Konstanz 3. Das Zisterzienserinnenkloster Wald. | Maren Kuhn-Rehfus                | 1992              | Digitalisat    |
| NF 31   | Die Bistümer der Kirchenprovinz Trier. Das Erzbistum Trier 7. Die Benediktinerabtei Laach. | Bertram Resmini                  | 1993              | Digitalisat    |
| NF 32   | Die Bistümer der Kirchenprovinz Mainz. Das Bistum Konstanz 4. Das (freiweltliche) Damenstift Buchau am Federsee. | Bernhard Theil                   | 1994              | Digitalisat    |
| NF 33   | Die Bistümer der Kirchenprovinz Köln. Das Bistum Münster 6. Das Stift Alter Dom St. Pauli in Münster. | Klaus Scholz                     | 1995              | Digitalisat    |
| NF 34   | Die Bistümer der Kirchenprovinz Trier. Das Erzbistum Trier 8. Die Benediktinerabtei St. Eucharius – St. Matthias vor Trier. | Petrus Becker                    | 1996              | Digitalisat    |
| NF 35,1 | Die Bistümer der Kirchenprovinz Magdeburg. Das Bistum Naumburg 1,1. Die Diözese. | Heinz Wießner                    | 1997              | Digitalisat    |
| NF 35,2 | Die Bistümer der Kirchenprovinz Magdeburg. Das Bistum Naumburg 1,2. Die Diözese. | Heinz Wießner                    | 1998              | Online-Ausgabe |
| NF 36   | Die Bistümer der Kirchenprovinz Mainz. Das Bistum Würzburg 5. Die Stifte in Schmalkalden und Römhild. | Alfred Wendehorst                | 1996              | Digitalisat    |
| NF 37,1 | Die Bistümer der Kirchenprovinz Köln. Das Bistum Münster 7,1. Die Diözese. | Wilhelm Kohl                     | 1999              | Digitalisat    |
| NF 37,2 | Die Bistümer der Kirchenprovinz Köln. Das Bistum Münster 7,2. Die Diözese. | Wilhelm Kohl                     | 2002              | Digitalisat    |
| NF 37,3 | Die Bistümer der Kirchenprovinz Köln. Das Bistum Münster 7,3. Die Diözese. | Wilhelm Kohl                     | 2003              | Digitalisat    |
| NF 37,4 | Die Bistümer der Kirchenprovinz Köln. Das Bistum Münster 7,4. Die Diözese. | Wilhelm Kohl                     | 2004              | Digitalisat    |
| NF 38,1 | Die Bistümer der Kirchenprovinz Mainz. Das exemte Bistum Bamberg 3. Die Bischofsreihe von 1522 bis 1693. | Dieter J. Weiß                   | 2000              | Digitalisat    |
| NF 39   | Die Bistümer der Kirchenprovinz Mainz. Das Bistum Augsburg 2. Die Benediktinerabtei Wessobrunn. | Irmtraud von Andrian-Werburg     | 2001              | Digitalisat    |
| NF 40   | Die Bistümer der Kirchenprovinz Mainz. Das Bistum Würzburg 6. Die Benediktinerabtei und das Adelige Säkularkanonikerstift St. Burkard in Würzburg.                                                                                      | Alfred Wendehorst                | 2001              | Digitalisat    |
| NF 41   | Die Bistümer der Kirchenprovinz Trier. Das Erzbistum Trier 9. Das Stift St. Simeon in Trier. | Franz-Josef Heyen                | 2002              | Digitalisat    |
| NF 42,1 | Die Bistümer der Kirchenprovinz Mainz. Das Bistum Konstanz 5. Konstanzer Bischöfe 6. Jahrhundert bis 1206. | Helmut Maurer                    | 2003              | Digitalisat    |
| NF 43   | Die Bistümer der Kirchenprovinz Trier. Das Erzbistum Trier 10. Das St. Marien-Stift in (Trier-)Pfalzel. | Franz-Josef Heyen                | 2005              | Digitalisat    |
| NF 44   | Die Bistümer der Kirchenprovinz Köln. Das Bistum Münster 8. Das (freiweltliche) Damenstift Nottuln. | Wilhelm Kohl                     | 2005              | Digitalisat    |
| NF 45   | Die Bistümer der Kirchenprovinz Mainz. Das Bistum Eichstätt 1. Die Bischofsreihe bis 1535. | Alfred Wendehorst                | 2006              | Digitalisat    |
| NF 46   | Die Bistümer der Kirchenprovinz Mainz. Das Bistum Hildesheim 4. Die Hildesheimer Bischöfe von 1221 bis 1398. | Nathalie Kruppa und Jürgen Wilke | 2006              | Digitalisat    |
| NF 47   | Die Bistümer der Kirchenprovinz Köln. Das Bistum Münster 9. Das Kollegiatstift St. Mauritius vor Münster. | Wilhelm Kohl                     | 2007              | Digitalisat    |
| NF 48   | Die Bistümer der Kirchenprovinz Trier. Das Bistum Trier 11. Das St. Marien-Stift in Kyllburg. | Franz-Josef Heyen                | 2007              | Digitalisat    |
| NF 49   | Die Bistümer der Kirchenprovinz Mainz. Das Bistum Halberstadt 1. Das Stift St. Nikolaus in Stendal. | Christian Popp                   | 2007              | Digitalisat    |
| NF 50   | Die Bistümer der Kirchenprovinz Köln. Das Erzbistum Köln 6. Das adlige Kanonissenstift St. Cyriakus zu Geseke. | Ulrich Löer                      | 2007              | Digitalisat    |

### Dritte Folge
| N°       | Titre | Auteur                          | Année de parution | Lien        |
| -------- | --- | ------------------------------- | ----------------- | ----------- |
| 3. F. 1  | Die Bistümer der Kirchenprovinz Köln. Das Bistum Münster 10. Das Zisterzienserinnen-, später Benediktinerinnenkloster St. Aegidii zu Münster | Wilhelm Kohl                    | 2009              | Digitalisat |
| 3. F. 2  | Die Bistümer der Kirchenprovinz Köln. Das Bistum Münster 11. Die Zisterzienserabtei Marienfeld                                               | Wilhelm Kohl                    | 2010              | Digitalisat |
| 3. F. 3  | Die Bistümer der Kirchenprovinz Mainz. Das Bistum Augsburg 3. Das Augustinerchorherrenstift Bernried                                         | Walburga Scherbaum              | 2011              | Digitalisat |
| 3. F. 4  | Die Bistümer der Kirchenprovinz Mainz. Das Bistum Würzburg 7. Die Würzburger Bischöfe von 1617 bis 1684                                      | Winfried Romberg                | 2011              | Digitalisat |
| 3. F. 5  | Die Bistümer der Kirchenprovinz Mainz. Das Bistum Konstanz 6. Das reichsunmittelbare Prämonstratenserstift Marchtal                          | Wilfried Schöntag               | 2012              | Digitalisat |
| 3. F. 6  | Die Bistümer der Kirchenprovinz Mainz. Das Bistum Paderborn 1. Die Zisterzienserabtei Bredelar                                               | Helmut Müller                   | 2013              | Digitalisat |
| 3. F. 7  | Das (exemte) Bistum Meißen 1. Das Kollegiatstift St. Petri zu Bautzen von der Gründung bis 1569                                              | Hermann Kinne                   | 2014              | Digitalisat |
| 3. F. 8  | Das Bistum Würzburg 8. Die Würzburger Bischöfe von 1684 bis 1746                                                                             | Winfried Romberg                | 2014              | Digitalisat |
| 3. F. 9  | Das Erzbistum Salzburg 2: Das Augustinerchorherrenstift St. Zeno in Reichenhall                                                              | Johannes Lang                   | 2015              |             |
| 3. F. 10 | Das Erzbistum Trier 12: Das Kollegiatstift St. Martin und St. Severus zu Münstermaifeld                                                      | Clemens Graf von Looz-Corswarem | 2015              |             |
| 3. F. 11 | Das Erzbistum Trier 13: Die Benediktinerabtei St. Maximin vor Trier                                                                          | Bertram Resmini                 | 2016              |             |
| 3. F. 12 | Das exemte Bistum Bamberg 4: Die Bamberger Bischöfe von 1693 bis 1802                                                                        | Dieter J. Weiß                  | 2015              |             |
| 3. F. 13 | Das Bistum Regensburg 1: Die Regensburger Bischöfe von 1649 bis 1817                                                                         | Karl Hausberger                 | 2017              |             |
| 3. F. 14 | Das Erzbistum Köln 7: Die Zisterzienserabtei Marienstatt                                                                                     | Christian Hillen                | 2017              |             |

### Supplementbände
| N°               | Titre | Auteur          | Année de parution | Lien             |
| ---------------- | --- | --------------- | ----------------- | ---------------- |
| Supplementband 1 | Stiftsherren und Vikare des Kollegiatstifts St. Peter und Paul in Zeitz 1400–1564. (Germania Sacra. Supplementband 1) | Matthias Ludwig | 2015              | Digitale Ausgabe |